# Les Funérailles de la Sardine
Les Funérailles de la Sardine est un roman de Pierre Combescot, polar historique publié le 27 août 1986 aux éditions Grasset et ayant reçu la même année le prix Médicis.

## Éditions
- Les Funérailles de la Sardine, éditions Grasset, 1986  (ISBN 2246374510).